# Archiv für die Geschichte des Sozialismus und der Arbeiterbewegung
L'Archiv für die Geschichte des Sozialismus und der Arbeiterbewegung est fondée par Carl Grünberg et publiée de 1911 à 1930. Les Grünberg-Archiv sont initialement publiées trois fois par an, plus tard uniquement sous forme d'annuaire. À partir de 1923/24, est  aussi la revue de l'Institut de recherche sociale. Après un accident vasculaire cérébral en janvier 1928, les archives sont gérées administrativement par Friedrich Pollock et scientifiquement par Horkheimer. À partir de 1931, la Zeitschrift für Sozialforschung (de) publiée par Max Horkheimer, s'y rattache.
La revue Zeitschrift für Social- und Wirtschaftsgeschichte, publiée par Grünberg en collaboration avec Stephan Bauer (de) et Ludo Moritz Hartmann (de) à Leipzig et Berlin de 1893 à 1900, est un prédécesseur. Stephan Bauer et Ludo Moritz Hartmann fondent cependant en 1903, avec Georg von Below, la Vierteljahrschrift für Social- und Wirtschaftsgeschichte (VSWG), qui se consacre pour sa part à l'histoire sociale, paraît aux éditions C.L. Hirschfeld à Leipzig et existe encore aujourd'hui. Stephan Bauer continue cependant à publier dans les Grünberg-Archiv.